# Cosina
Cosina es una empresa fotográfica japonesa localizada en la ciudad de Nagano y especializada en el campo de los objetivos y lentes en general. Actualmente también desarrolla cámaras de tipo clásico, ya que tiene los derechos al respecto para producir las cámaras de la histórica marca alemana Voigtländer. Estos los comparte con la firma Ringfoto. 
El nacimiento de la firma se remonta al año 1959, con el nombre “K.K. Nikō”, que cambió por el actual en 1973.

## Historia
Las primeras cámaras compactas fabricadas por la firma aparecieron en el año 1966, produciendo entonces también cámaras de cine. Dos años después sacó sus primeros objetivos para cámara réflex.
Sus propios modelos de cámara réflex (la CS-2 y la CS-3) aparecieron el año 1978

## Fabricación para otras firmas
Cosina es muy conocida también por la fabricación concreta de objetivos específicos para otras marcas de relieve: Canon, Nikon, Olympus, Konica, Sony…

## Voigtländer
Tanto el fundador de Cosina como el actual presidente, Kobayashi Hirofumi, su hijo, mostraron un especial interés por la marca Voigtländer, produciendo todavía cámaras clásicas para película según su modelo, usando para ello hoy en día lentes Carl Zeiss y bayoneta Leica.

## Lomografía
La cámara rusa Lomo LC-A, germen del movimiento lomográfico, de gran auge en la actualidad, fue una copia de la Cosina CX-2.